# Automobil s motorem vzadu

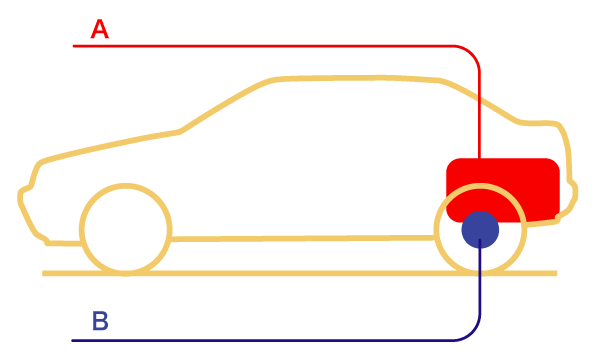
Schéma automobilu s motorem vzadu :
A - motor
B - hnané nápravy

Uložení motoru v automobilu za zadní nápravu je součástí koncepce pohonu automobilů, při které je v automobilu motor uložený obvykle podélně za zadní nápravou. Umístění motoru za zadní nápravu způsobuje výrazné přetáčivé vlastnosti zejména u osobních automobilů, ale dosahuje výborné trakční vlastnosti na površích se zhoršenými jízdními vlastnostmi a při zdolávání stoupání. Dnes se využívá hlavně při konstrukci autobusů.

## Příklady z ČSSR
- Osobní automobily: Škoda 1000 MB, Škoda 100/110, Škoda 120, Škoda 130
- Autobusy: všechny typy značky Karosa od modelu Karosa B 731